# Joni Ernstová
Joni Ernstová (Ernst, * 1. července 1970 Red Oak, Iowa) je americká politička za Republikánskou stranu. Od 5. ledna 2011 do 28. listopadu 2014 byla senátorkou Senátu Iowy. Následně se stala od 3. ledna 2015 členkou Senátu Spojených států amerických za Iowu, když porazila kandidáta Demokratické strany Bruceho Braleyho se ziskem 52,1 % hlasů a ve funkci nahradila Toma Harkina rovněž z Demokratické strany, který byl senátorem za Iowu od roku 1985 a už nekandidoval.
Na Iowské státní univerzitě získala bakalářský titul z psychologie a na Columbuské státní univerzitě v Georgii získala titul MPA. V letech 1993-2015 sloužila v Národní gardě Iowy, kde v letech 2003-2004 strávila dvanáct měsíců na misi v Kuvajtu během války v Iráku. Sloužila v oboru logistiky a dosáhla hodnosti podplukovnice.